# Marcos Montes (Schauspieler)
Marcos Montes (* 26. Dezember 1967 in Adrogué, Provinz Buenos Aires, Argentinien) ist ein argentinischer Schauspieler und Musiker.

## Leben
Marcos Montes war der Sohn eines Bibliothekars und einer Englischlehrerin. Er studierte drei Jahre Tiermedizin an der Universidad Nacional de La Plata. 1990 wandte er sich der Schauspielerei zu. 1995 studierte er Schauspiel am HB Studio, in New York.
Parallel zu seiner Bühnenarbeit widmete er sich dem Schreiben, studierte Dramaturgie am IUNA National University Institute of Arts und war zwischen 1997 und 2001 Musik- und Theaterkritiker für die Zeitung Buenos Aires Herald. Er veröffentlichte Essays, Geschichten und Übersetzungen in den Zeitschriften Proa, Letras de Buenos Aires, Cuadernos Hispanoamericanos und Clarín. Im Jahr 2019 erhielt er seinen Master-Abschluss in hispanischer Lexikographie durch die Vereinbarung der Real Academia Española und der Universität León. Im Jahr 2020 begann er das Doktorat in Briefen der Universität Salvador.
1991 war Montes in der Fernsehserie Alta comedia erstmals im Fernsehen zu sehen. 1993 hatte er seine erste wiederkehrende Rolle in der Fernsehserie Canto rodado (escuela de arte). In der Fernsehserie Paloma hatte er 1997 eine wiederkehrende Rolle. 1999 folgte Montes' Spielfilmdebüt in dem Film Junta.

## Filmografie
- 1991: Alta comedia (Fernsehserie)
- 1993: Canto rodado (escuela de arte) (Fernsehserie, 39 Folgen)
- 1997: Paloma (Fernsehserie, 50 Folgen)
- 1999: Junta (Garage Olimpo)
- 1999: La mujer del presidente (Fernsehserie, 15 Folgen)
- 2002: El juego de la silla
- 2004: Whisky Romeo Zulu
- 2006: Eine Tradition der Familie (Derecho de familia)
- 2007: Una novia errante
- 2007: Death Knows Your Name
- 2009: The City of Your Final Destination
- 2011: Glaube, Blut und Vaterland (There Be Dragons)
- 2011: Los Marziano
- 2013: Historias de corazón (Miniserie, Folge 1x08)
- 2013: Las huellas del secretario (Miniserie)
- 2013: La Boleta
- 2013: Por un tiempo
- 2015: Francisco – El Padre Jorge
- 2015: My Friend from the Park (Mi amiga del parque)
- 2015: Signos: Under the Sign of Vengeance (Signos, Miniserie, 6 Folgen)
- 2017: First Law
- 2017: Animadores (Miniserie, 2 Folgen)
- 2017: El Maestro (Miniserie, 7 Folgen)
- 2018: La caída (La caídad, Miniserie)
- 2018: Rosita
- 2021: The Dog Who Wouldn’t Be Quiet (El perro que no calla)
- 2021: Fanny camina
- 2021: Cross (Miniserie)
- seit 2023: Planners (Fernsehserie)
- 2023: Elena weiß Bescheid (Elena sabe)